# Индекс соответствия
Affinity Index, Aff, Афинити-индекс, Индекс соответствия — обозначает отношение рейтинга по целевой аудитории к рейтингу по базовой аудитории. Индекс соответствия показывает, насколько лучше (качественнее, больше, сильнее, плотнее) целевая аудитория контактировала с событием (телепрограммой или рекламным роликом), чем базовая. Аффинити-индекс показывает качество размещения. Чем он больше, тем меньше денег потратит рекламодатель на покупку базовых пунктов рейтинга. Или на те же деньги — больше целевых пунктов. Показывает «профильность» выбранного рекламного средства по отношению к заданной целевой аудитории.

## Расчёт

### Особенности расчёта
Чем выше индекс соответствия, тем лучше.
При величине Affinity равной 100 %, реклама, опубликованная в таком издании (размещена в программе), чаще будет достигать случайных людей. Если же Aff равняется 200 %, это значит, что представители целевой аудитории читают это издание (смотрят, слушают программу) в 2 раза чаще, чем всё население в целом.
Affinity косвенно указывает на то, насколько тематика рекламных средств соответствует интересам целевой группы, от чего зависит такой важный для запоминания показатель, как внимание к рекламе.
Например, для журналов «Фокус» или «Эксперт» индекс соответствия по целевой группе «руководитель приватного предприятия» будет порядком выше, чем для массовой газеты.
Примечание: измеряется в пунктах, не путать с процентными пунктами и процентами.

### Пример расчёта
Предположим, что вся аудитория — 100 человек (100 %) — состоит из 50-ти мужчин (50 %) и 50-ти женщин (50 %).
Футбольный матч посмотрели 10 женщин и 40 мужчин. Получается, что общий рейтинг трансляции составил 50 %, рейтинг по мужской аудитории — 80 % (40 человек из 50-ти человек), по женской — 20 % (10 человек из 50-ти человек).
Таким образом, трансляция получила следующие степени соответствия: 
- для мужской аудитории Aff (M) = 80 % / 50 % * 100 % = 160 % (или 1.6, если не умножать на 100 %);

- для женской аудитории Aff (Ж) = 20 % / 50 % * 100 % = 40 % (или 0.4, если не умножать на 100 %).

Однако, надо понимать, что индекс соответствия отражает «степень» соответствия целевой аудитории (степень базовой доли), несмотря на «процентное» обозначение. 